# 1997年のMLBエクスパンションドラフト
1997年のMLBエクスパンションドラフト (1997 MLB Expansion Draft) とは、1997年11月18日にアリゾナ州フェニックスで行われたMLBのエクスパンション・ドラフト。このドラフトは、1998年からアリゾナ・ダイヤモンドバックスがナショナルリーグ西地区へ、タンパベイ・デビルレイズ（現在のタンパベイ・レイズ）がアメリカンリーグ東地区へそれぞれ新たに加入するのに伴い開催されたものである。

## 背景
MLBが1993年に行ったエクスパンションによって誕生したコロラド・ロッキーズおよびフロリダ・マーリンズの成功を受けたMLBは、再度の球団拡張を検討。1994年3月にはエクスパンション委員会（委員長は当時ボストン・レッドソックスのゼネラルパートナーであったジョン・ハリントン）が設置され、エクスパンションの再実行へ向け本格的に始動した。
1994年6月には新しい球団のフランチャイズ権獲得へ向けバッファロー、ナッシュビル、ノーザン・バージニア、オーランド、フェニックス、タンパ、バンクーバーの9つの自治体が名乗りを上げた。MLBは新球団候補地をノーザン・バージニア、オーランド、フェニックス、タンパの4ヶ所に絞ると、1995年3月9日には、フェニックス（アリゾナ州）とタンパにフランチャイズ権を与え、新球団を創設することが決定された。また、新球団名はそれぞれ「アリゾナ・ダイヤモンドバックス」、「タンパベイ・デビルレイズ」となった。
ダイヤモンドバックスとデビルレイズの2球団は、球団創設までに各1億3,000万ドルの加盟料を支払った。内訳は1995年7月に3,200万ドル、1996年7月に2,500万ドル、1997年7月に4,000万ドル、1997年11月に3,300万ドル。その後、1998年から2002年にかけて毎年500万ドルずつ支払い、加盟料は1億5,500万ドルに達した。

## エクスパンションドラフト
ドラフト指名順「1、4、6、8、10…」または「2、3、5、7、9…」の選択をコイントスで勝った方がどちらにするかを決める。これがドラフト5日前に行われ、勝ったダイヤモンドバックスは後者を選択した。
ドラフトは、3巡目まで行われた。1巡目と2巡目は14人、3巡目は7人の計35人をダイヤモンドバックスとデビルレイズの両チームが既存球団からそれぞれ指名。ダイヤモンドバックスはジョー・ガラジオラ・ジュニアGMがデビルレイズはチャック・ラマーGMが指名を行った。
ダイヤモンドバックスとデビルレイズは以下の指名できない選手以外の選手を既存の28球団から指名できる。
- 既存球団は15人指名できない選手を決める。
- 既存球団は1巡目指名、2巡目指名の後にそれぞれ3人ずつ指名できない選手を増やすことができる。
- 18歳以下でプロ契約を初めてプロ契約をした選手でプロ生活が4年未満、19歳以上で契約をしてプロ生活が3年未満の選手。

1992年のMLBエクスパンションドラフトではドラフト前日にシカゴ・トリビューンによって既存球団の指名できない15人の選手リストが明らかになったため、このドラフトではコミッショナー事務局が各球団にリストを漏らすと罰金25万ドルを通達。そのため、このドラフトではリストが漏れることはなかった。

### 1巡目
| 順位 | 選手                     | 守備位置 | 前所属球団 | 指名球団 |
| ---- | ------------------------ | -------- | ---------- | -------- |
| 1    | トニー・ソーンダース     | 投手     | FLA        | TB       |
| 2    | ブライアン・アンダーソン | 投手     | CLE        | ARI      |
| 3    | ジェフ・スーパン         | 投手     | BOS        | ARI      |
| 4    | クイントン・マクラッケン | 外野手   | COL        | TB       |
| 5    | ゲイブ・アルバレス       | 三塁手   | SD         | ARI      |
| 6    | ボビー・アブレイユ       | 外野手   | HOU        | TB       |
| 7    | ホルヘ・ファブレガス     | 捕手     | CWS        | ARI      |
| 8    | ミゲル・カイロ           | 二塁手   | CHC        | TB       |
| 9    | カリーム・ガルシア       | 外野手   | LA         | ARI      |
| 10   | リッチ・バトラー         | 外野手   | TOR        | TB       |
| 11   | エドウィン・ディアス     | 内野手   | TEX        | ARI      |
| 12   | ボブ・スミス             | 三塁手   | ATL        | TB       |
| 13   | コーリー・ライドル       | 投手     | NYM        | ARI      |
| 14   | ジェイソン・ジョンソン   | 投手     | PIT        | TB       |
| 15   | ジョエル・アダムソン     | 投手     | MIL        | ARI      |
| 16   | ドミトリー・ヤング       | 一塁手   | CIN        | TB       |
| 17   | ベン・フォード           | 投手     | NYY        | ARI      |
| 18   | エステバン・ジャン       | 投手     | BAL        | TB       |
| 19   | ヤミル・ベニテス         | 外野手   | KC         | ARI      |
| 20   | マイク・ディフェリス     | 捕手     | STL        | TB       |
| 21   | ニール・ウェバー         | 投手     | MON        | ARI      |
| 22   | バッバ・トランメル       | 外野手   | DET        | TB       |
| 23   | ジェイソン・ボイド       | 投手     | PHI        | ARI      |
| 24   | アンディ・シーツ         | 内野手   | SEA        | TB       |
| 25   | ブレント・ブリード       | 外野手   | MIN        | ARI      |
| 26   | デニス・スプリンガー     | 投手     | ANA        | TB       |
| 27   | トニー・バティスタ       | 内野手   | OAK        | ARI      |
| 28   | ダン・カールソン         | 投手     | SF         | TB       |

### 2巡目
| 順位 | 選手                       | 守備位置 | 前所属球団 | 指名球団 |
| ---- | -------------------------- | -------- | ---------- | -------- |
| 29   | トム・マーティン           | 投手     | HOU        | ARI      |
| 30   | ブライアン・ボーリンガー   | 投手     | NYY        | TB       |
| 31   | オマー・ダール             | 投手     | TOR        | ARI      |
| 32   | マイク・デュバル           | 投手     | FLA        | TB       |
| 33   | スコット・ウィンチェスター | 投手     | CIN        | ARI      |
| 34   | ジョン・リロイ             | 投手     | ATL        | TB       |
| 35   | クリント・ソドースキー     | 投手     | PIT        | ARI      |
| 36   | ジム・マシーア             | 投手     | BOS        | TB       |
| 37   | ダニー・クラッセン         | 内野手   | MIL        | ARI      |
| 38   | ブライアン・リーカー       | 投手     | COL        | TB       |
| 39   | マット・ドルーズ           | 投手     | DET        | ARI      |
| 40   | リック・ゲレッキー         | 投手     | LA         | TB       |
| 41   | トッド・アードス           | 投手     | SD         | ARI      |
| 42   | ラモン・タティス           | 投手     | CHC        | TB       |
| 43   | クリス・クレモンズ         | 投手     | CWS        | ARI      |
| 44   | ケリー・ロビンソン         | 外野手   | STL        | TB       |
| 45   | デビッド・デルーチ         | 外野手   | BAL        | ARI      |
| 46   | スティーブ・コックス       | 一塁手   | OAK        | TB       |
| 47   | ダミアン・ミラー           | 捕手     | MIN        | ARI      |
| 48   | アルビー・ロペス           | 投手     | CLE        | TB       |
| 49   | ヘクター・カラスコ         | 投手     | KC         | ARI      |
| 50   | ホセ・パニアグア           | 投手     | MON        | TB       |
| 51   | ハンリー・フリーアス       | 遊撃手   | TEX        | ARI      |
| 52   | カルロス・メンドーサ       | 外野手   | NYM        | TB       |
| 53   | ボブ・ウォルコット         | 投手     | SEA        | ARI      |
| 54   | ケビン・セフシック         | 左翼手   | PHI        | TB       |
| 55   | マイク・ベル               | 三塁手   | ANA        | ARI      |
| 56   | サントス・ヘルナンデス     | 投手     | SF         | TB       |

### 3巡目
| 順位 | 選手                       | 守備位置 | 前所属球団 | 指名球団 |
| ---- | -------------------------- | -------- | ---------- | -------- |
| 57   | ジョー・ランダ             | 三塁手   | PIT        | ARI      |
| 58   | ランディ・ウィン           | 外野手   | FLA        | TB       |
| 59   | ヘスス・マルティネス       | 投手     | LA         | ARI      |
| 60   | テレル・ウェイド           | 投手     | ATL        | TB       |
| 61   | ラス・スプリンガー         | 投手     | HOU        | ARI      |
| 62   | アーロン・レデスマ         | 内野手   | BAL        | TB       |
| 63   | ブライアン・コーリー       | 投手     | DET        | ARI      |
| 64   | ブルックス・キーシュニック | 外野手   | CHC        | TB       |
| 65   | ケリー・スティネット       | 捕手     | MIL        | ARI      |
| 66   | ルーク・ウィルコックス     | 外野手   | NYY        | TB       |
| 67   | チャック・マクロイ         | 投手     | CWS        | ARI      |
| 68   | ハーバート・ペリー         | 内野手   | CLE        | TB       |
| 69   | マーティ・ジャンセン       | 投手     | TOR        | ARI      |
| 70   | バーン・エシェルマン       | 投手     | OAK        | TB       |